# Mashima-en
Mashima-en (ましまえん) est un shōnen manga écrit et dessiné par Hiro Mashima, sorti en décembre 2003 au Japon.
Le manga est édité en France par Pika avec une sortie simultanée des 2 tomes le 3 février 2010.

## Description
Mashima-en est un recueil d'anthologie regroupant plusieurs one-shot écrit et dessiné par Hiro Mashima. Diffusé en deux volumes en 2003 au Japon, et le 3 février 2010 en France. Il compile des travaux produits avant le lancement de Fairy Tail, offrant un aperçu des débuts de l’auteur et de l’évolution de son style. L’anthologie regroupe des récits variés, mêlant fantasy, romance, récits réalistes et super-héros, et comprend notamment le pilote original de Fairy Tail.
Parmi les récits les plus notables, Magician, one shot manga d'une soixantaine de pages paru en novembre 1998 et lauréat du prix Rookie du Weekly Shonen Magazine, met en scène un club de magie scolaire en difficulté et marque la première apparition de Plue, un personnage emblématique de l’univers de Mashima,,. Ce premier manga prépublié dans le Weekly Shōnen Magazine est alors salué pour son rôle dans l'émergence des éléments narratifs et visuels, éléments qui définissent les œuvres majeures de l'auteur telles que Rave et Fairy Tail,,,. La parution de la version définitive de Magician a lieu en novembre 1998. En 2003, le one-shot intègre la compilation anthologique Mashima-en au sein du volume 1,,,.
Magic Party, dans le volume 2, est assez similaire au pilote de Fairy Tail proposé dans le volume 1 et porte sur une héroïne en quête d'un grimoire lui permettant de devenir une magicienne accomplie. Bad Boy’s Song, inspiré de la propre jeunesse de l’auteur, se distingue par son ancrage dans un contexte réaliste, suivant un groupe d’amis déterminés à marquer la fin de leurs études par un projet musical. Bien que les histoires se caractérisent par une forte diversité de thèmes, elles présentent souvent des éléments récurrents, tels que des affrontements magiques ou des quêtes personnelles, qui deviendront la marque de fabrique de l’auteur. Le recueil se distingue également par les notes explicatives de Mashima en fin de chapitre, apportant un éclairage sur le contexte de création de chaque récit,.

## Manga
| no | Japonais         | Japonais      | Français       | Français          |
| no | Date de sortie   | ISBN          | Date de sortie | ISBN              |
| --- | ---------------- | ------------- | -------------- | ----------------- |
| 1 | 17 décembre 2003 | 4-06-334821-0 | 3 février 2010 | 978-2-8116-0221-5 |
| Liste des chapitres : - Magician - Fairy Tale - Cocona - Les aventures de Plue II (jeu basé sur l'histoire de Rave) |                  |               |                |                   |
| 2 | 17 décembre 2003 | 4-06-334822-9 | 3 février 2010 | 978-2-8116-0222-2 |
| Liste des chapitres : - Bad Boys Song - Magic Party - Xmas Hearts - Mixture                                         |                  |               |                |                   |